# Patrões Fora: Temporada de Verão (2.ª temporada)
A segunda e última temporada de Patrões Fora: Temporada de Verão estreou a 9 de julho e terminou a 3 de setembro de 2022, na SIC.
Conta com João Baião, Natalina José, Noémia Costa, Tiago Aldeia, Sofia Arruda, Heitor Lourenço, Rita Salema e Cecília Henriques no elenco principal.

## Elenco

### Elenco principal
| Ator/Atriz        | Personagem                        |
| ----------------- | --------------------------------- |
| João Baião        | Maria Odete Barata                |
| Natalina José     | Emília «Milita» Barata            |
| Noémia Costa      | Benvinda dos Anjos                |
| Tiago Aldeia      | «Nelo» Barata                     |
| Sofia Arruda      | Cindy Costa                       |
| Heitor Lourenço   | Fernando Barata                   |
| Rita Salema       | Maria Assunção «Xaxão» Corte Real |
| Cecília Henriques | Safira Barata                     |

### Participação especial
| Ator/Atriz | Personagem         |
| ---------- | ------------------ |
| Sérginho   | Dr. Arnaldo Amorim |
| João Baião | Ele mesmo          |

### Elenco adicional
| Ator/Atriz        | Personagem                     |
| ----------------- | ------------------------------ |
| Joana França      | Vitória Stephenie dos Anjos    |
| Ricardo Raposo    | Xavier «Xavi» da Silva Carocha |
| Luís Aleluia      | Ernesto                        |
| Cristina Oliveira | Lurdes «Lurdinhas»             |
| Matita Ferreira   | Frederica de Lemos «Kika»      |
| Ricardo Rodrigues | Técnico de Desinfeção          |
| João Didelet      | Simão Malataia                 |

## Episódios
| # | ## | Título                                                                         | Escrito por                                             | Exibição original     | Cód. de produção | Audiências (em milhões) |
| --- | -- | ------------------------------------------------------------------------------ | ------------------------------------------------------- | --------------------- | ---------------- | ----------------------- |
| 5 | 1  | "Patrões Fora, Bem-Vinda de Volta Rica Nora"                                   | Patrícia Castanheira, Sérgio Henrique e Vera Sacramento | 9 de julho de 2022    | TV201            | ASD                     |
| Ausente: Rita Salema como Maria Assunção «Xaxão» Corte Real Adicional: Joana França como Vitória Stephenie dos Anjos e Ricardo Raposo como Xavier «Xavi» da Silva Carocha                     |    |                                                                                |                                                         |                       |                  |                         |
| 6 | 2  | "Patrões Fora, Quem é Que Vai Conseguir Viver Sem a Cusca da Benvinda, Agora?" | Patrícia Castanheira, Sérgio Henrique e Vera Sacramento | 16 de julho de 2022   | TV202            | ASD                     |
| Ausente: Heitor Lourenço como Fernando Barata Adicional: Luís Aleluia como Ernesto |    |                                                                                |                                                         |                       |                  |                         |
| 7 | 3  | "Patrões Fora, Irmãos Inseparáveis a Partir de Agora!"                         | Patrícia Castanheira, Sérgio Henrique e Vera Sacramento | 23 de julho de 2022   | TV203            | ASD                     |
| Ausente: Noémia Costa como Benvinda dos Anjos, Heitor Lourenço como Fernando Barata e Rita Salema como Maria Assunção «Xaxão» Corte Real Adicional: Cristina Oliveira como Lurdes «Lurdinhas» |    |                                                                                |                                                         |                       |                  |                         |
| 8 | 4  | "Patrões Fora, Estou de Coração Cheio Agora"                                   | Patrícia Castanheira, Sérgio Henrique e Vera Sacramento | 6 de agosto de 2022   | TV204            | ASD                     |
| Participação: Sérginho como Dr. Arnaldo Amorim Adicional: Matita Ferreira como Frederica de Lemos «Kika»                                                                                      |    |                                                                                |                                                         |                       |                  |                         |
| 9 | 5  | "Patrões Fora, e Tudo Volta ao Normal Agora"                                   | Patrícia Castanheira, Sérgio Henrique e Vera Sacramento | 13 de agosto de 2022  | TV205            | ASD                     |
| Participação: João Baião como ele mesmo Adicional: Joana França como Vitória Stephenie dos Anjos e Ricardo Rodrigues como Técnico de Desinfeção                                               |    |                                                                                |                                                         |                       |                  |                         |
| 10 | 6  | "Patrões Fora, Só Me Apetece Esganar Esta Gente Toda Agora"                    | Patrícia Castanheira, Sérgio Henrique e Vera Sacramento | 20 de agosto de 2022  | TV206            | ASD                     |
| Ausente: Rita Salema como Maria Assunção «Xaxão» Corte Real Adicional: João Didelet como Simão Malataia Voz-Off: Paulo Cardoso                                                                |    |                                                                                |                                                         |                       |                  |                         |
| 11 | 7  | "Patrões Fora, Quem é Que Nos Vai Aturar Agora?"                               | Patrícia Castanheira, Sérgio Henrique e Vera Sacramento | 3 de setembro de 2022 | TV207            | ASD                     |
| Participação: João Baião como ele mesmo Adicional: Luís Aleluia como Ernesto |    |                                                                                |                                                         |                       |                  |                         |